# Get Up! (Bryan Adams)
Get Up è il tredicesimo album in studio del cantautore canadese Bryan Adams, prodotto dal musicista, compositore e produttore Jeff Lynne.

## Concezione
Questo album, realizzato sette anni dopo il precedente lavoro in studio 11 e che fa seguito a Tracks of My Years (l'album di cover pubblicato nel 2014), contiene nove brani inediti e quattro versioni acustiche (per un totale di 13 tracce), scritti da Adams e Jim Vallance, tranne Do What Ya Gotta Do scritto da Adams e Lynne.
(Bryan Adams)
Nell'ottobre 2012 Adams ricevette una telefonata dal suo amico regista e sceneggiatore canadese Harris Goldberg, che stava sviluppando una serie televisiva di una band pre-Beatle-era e aveva bisogno di alcuni brani originali dal suono di quel periodo. Adams e Vallance si sono ispirati allo stile musicale di Buddy Holly, The Beatles, Roy Orbison e gli Everly Brothers; hanno scritto due canzoni: "You Belong To Me" e "Don't Even Try".
(Jim Vallance)
Poche settimane dopo Adams si trovava a Los Angeles per incontrare Goldberg. Il regista ha invitato Adams a unirsi a lui per la cena con un suo amico, fondatore della ELO, Jeff Lynne. Durante la cena, Lynne ha chiesto a Adams su cosa stava lavorando ultimamente, e Adams ha menzionato le canzoni che aveva scritto per il progetto di Goldberg. Jeff Lynne, interessato dal progetto, ha finito per registrare e produrre entrambe le canzoni e da quel momento è stato concepito il resto dell'album; ed è stato registrato sporadicamente tra marzo 2013 e maggio 2015 .
(Bryan Adams)
Jeff Lynne, fondatore della ELO e produttore in passato di Paul McCartney, Ringo Starr, George Harrison, Bob Dylan, Roy Orbison e Tom Petty ha detto:
(Jeff Lynne)

## Promozione
You Belong to Me è stato pubblicato come instant-grat track nella stessa data dell'annuncio della pubblicazione dell'album il 10 agosto 2015 dalla statunitense Universal; il giorno successivo Adams ha pubblicato, attraverso il proprio canale Vevo, il video del singolo.

### Singoli
Brand New Day ha debuttato in prima assoluta il 4 settembre 2015 sulla emittente radiofonica britannica BBC Radio 2 ed è stato pubblicato come singolo principale dell'album il 7 settembre 2015. Il video del singolo, diretto da Adams,  con la partecipazione della pluri-candidata ai Premi Oscar, Golden Globe e vincitrice del Premio BAFTA l'attrice inglese Helena Bonham Carter e Theo Hutchcraft cantante del gruppo musicale synthpop britannico Hurts.
You Belong to Me è stato distribuito come secondo singolo dell'album, nel novembre 2015, è stato aggiunto al BBC Radio 2 nella playlist s' durante novembre e dicembre 2015.
Il singolo  "Do What Ya Gotta Do" ha debuttato alla radio a febbraio 2016; il video musicale, diretto da Adams, il 17 febbraio 2016.
Il video di Go Down Rockin' è stato registrato durante i Juno Award 2016.
Il video Don't Even Try, diretto e realizzato da Adams, vede la partecipazione dell' Attore britannico David Walliams,  della modella Danielle Sharp e Jim Vallance  .

## Pubblicazione e critica
| Recensione              | Giudizio               |
| ----------------------- | ---------------------- |
| Renowned for Sound      | [ 17 ]                 |
| Rolling Stone Australia | [ 18 ]                 |
| Daily Mail              | [ 19 ]                 |
| Rolling Stone Germania  | [ 20 ]                 |
| The Yorkshire Times     | [ 21 ]                 |
| Rock & Metal 4 you      | [ 22 ]                 |
| Real Gone               | Altamente raccomandato |
| Cryptic Rock            | [ 24 ]                 |
| Music Server (sk)       | [ 25 ]                 |
| Music Server (cz)       | [ 26 ]                 |

Pubblicato in Australia e Nuova Zelanda il 2 ottobre, pubblicato in tutto il mondo il 16 ottobre 2015 dalla Universal.
Ha raggiunto la prima posizione della classifica in Svizzera, la seconda posizione nel Regno Unito e la terza posizione in Germania.

### Tour
La tournée è iniziata il 24 gennaio 2016 a Granada in Spagna; per poi toccare Nord America, Australia, Regno Unito e diverse città in Europa; la tournée avrà un seguito nel 2017.

## Tracce
1. You Belong to Me – 2:29 (Adams, Vallance)
2. Go Down Rockin' – 2:58 (Adams, Vallance)
3. We Did It All – 3:25 (Adams, Vallance)
4. That's Rock and Roll – 2:48 (Adams, Vallance, Thornalley)
5. Don't Even Try – 2:25 (Adams, Vallance)
6. Do What Ya Gotta Do – 2:14 (Adams, Lynne)
7. Thunderbolt – 2:15 (Adams, Vallance)
8. Yesterday Was Just a Dream – 2:57 (Adams, Vallance)
9. Brand New Day – 3:33 (Adams, Vallance)
10. Don't Even Try (acoustic) – 2:25 (Adams, Vallance)
11. We Did It All (acoustic) – 2:56 (Adams, Vallance)
12. You Belong to Me (acoustic) – 2:31 (Adams, Vallance)
13. Brand New Day (acoustic) – 3:04 (Adams, Vallance)

### Versione deluxe
CD 1
1. You Belong to Me – 2:29 (Adams, Vallance)
2. Go Down Rockin' – 2:58 (Adams, Vallance)
3. We Did It All – 3:25 (Adams, Vallance)
4. That's Rock and Roll – 2:48 (Adams, Vallance, Thornalley)
5. Don't Even Try – 2:25 (Adams, Vallance)
6. Do What Ya Gotta Do – 2:14 (Adams, Lynne)
7. Thunderbolt – 2:15 (Adams, Vallance)
8. Yesterday Was Just a Dream – 2:57 (Adams, Vallance)
9. Brand New Day – 3:33 (Adams, Vallance)

CD 2
1. Don't Even Try (acoustic) – 2:25 (Adams, Vallance)
2. We Did It All (acoustic) – 2:56 (Adams, Vallance)
3. You Belong to Me (acoustic) – 2:31 (Adams, Vallance)
4. Brand New Day (acoustic) – 3:04 (Adams, Vallance)
5. Intervista – 12:33

## Formazione
Musicisti
- Bryan Adams - voce, chitarra
- Jim Vallance - chitarra, slide guitar, cori
- Jeff Lynne - pianoforte, basso, batteria, chitarra, cori
- Steve Jay - tamburello, shaker
- Keith Scott, Rusty Anderson - chitarra (Go Down Rockin')
- Phil Thornalley - chitarra solista, ritmica e cori (That's Rock and Roll)

Produzione
- Jeff Lynne - produzione
- Bryan Adams - produzione (tracce 10-13), fotografia
- Bob Ludwig - mastering
- Steve Jay - ingegneria del suono, missaggio

## Classifiche

### Classifiche settimanali
| Classifica (2015)             | Posizione massima |
| ----------------------------- | ----------------- |
| Australia                     | 6                 |
| Austria                       | 4                 |
| Belgio (Fiandre)              | 10                |
| Belgio (Vallonia)             | 30                |
| Canada                        | 8                 |
| Croazia                       | 26                |
| Danimarca                     | 22                |
| Francia                       | 187               |
| Germania                      | 3                 |
| Giappone                      | 17                |
| Grecia                        | 20                |
| Irlanda                       | 20                |
| Italia                        | 30                |
| Norvegia                      | 24                |
| Paesi Bassi                   | 13                |
| Polonia                       | 50                |
| Portogallo                    | 8                 |
| Regno Unito                   | 2                 |
| Regno Unito (download)        | 11                |
| Regno Unito (physical)        | 2                 |
| Regno Unito (vinyl)           | 37                |
| Repubblica Ceca               | 9                 |
| Scozia                        | 2                 |
| Spagna                        | 24                |
| Stati Uniti                   | 99                |
| Stati Uniti (rock)            | 11                |
| Stati Uniti (Top Album Sales) | 58                |
| Stati Uniti (vinyl)           | 5                 |
| Svezia                        | 9                 |
| Svizzera                      | 1                 |
| Taiwan                        | 15                |

### Classifiche di fine anno
| Classifica (2015) | Posizione massima |
| ----------------- | ----------------- |
| Svizzera          | 88                |

## Date di pubblicazione
Il 16 ottobre 2015, la pubblicazione a livello mondiale dell'album, ad eccezione di:
| Paese         | Data            |
| ------------- | --------------- |
| Australia     | 2 ottobre 2015  |
| Nuova Zelanda | 2 ottobre 2015  |
| Regno Unito   | 23 ottobre 2015 |
| Stati Uniti   | 30 ottobre 2015 |

## Riconoscimenti
| Anno | Evento      | Categoria              | Nomination | Risultato   |
| ---- | ----------- | ---------------------- | ---------- | ----------- |
| 2016 | Juno Awards | Rock Album of the Year | Get Up     | Candidato/a |